# Crecente
Crecente település Spanyolországban, Pontevedra tartományban. Crecente Arbo, A Cañiza, Melón, Ribadavia, Cortegada, Pontedeva, Padrenda és Melgaço községekkel határos. Lakosainak száma 1938 fő (2024).

## Népesség
A település népessége az elmúlt években az alábbi módon változott:
| Lakosok száma | 2873 | 2756 | 2698 | 2596 | 2367 | 2261 | 2082 | 2012 | 1937 | 1938 |
|               | 2001 | 2004 | 2007 | 2009 | 2012 | 2014 | 2017 | 2019 | 2022 | 2024 |